# Туспам-де-Родригес-Кано
Туспам-де-Родригес-Кано (исп. Túxpam de Rodríguez Cano, от науатль: Tochpan «место кроликов») — город и порт на севере мексиканского штата Веракрус, в 191 км к югу от Тампико, в 60 км к северу от Поса-Рика-де-Идальго и в 320 км от Мехико. Это столица муниципалитета Туспан. Город расположен на берегах реки Туспан, в 11 км от её устья в Мексиканском заливе. Использование допускает две формы написания: «Túxpan», что больше соответствует топонимике науатльского происхождения, и «Túxpam».
Согласно переписи INEGI 2020 года, население города составляло 89 557 человек.